# Nord 4400
Le Nord 4400 était un avion de combat à décollage et atterrissage vertical (ADAV), conçu en 1961 par la société nationalisée Nord-Aviation.